# 朱誠潢
保安榮穆王朱誠潢（1462年—1495年7月21日），明朝秦藩第四代保安王，保安莊簡王朱公鋉之嫡第三子，母妃陳氏。

## 生平
天順六年（1462年）生。成化三年（1467年），獲賜名誠潢。成化七年（1471年），封保安王長子。成化十一年（1475年），保安莊簡王朱公鋉去世。成化十四年九月甲子（1478年10月1日），朱誠潢襲封保安王。
弘治四年（1491年），獲賜《五經》《四書集注》各一部。
弘治八年七月初一日（1495年7月21日）薨，享年三十四歲，在位十八年，諡號榮穆。因其子朱秉㰘早卒無嗣，其弟鎮國將軍朱誠淥在兩年後襲爵。

## 家庭

### 妻
- 何氏，初封保安王長子夫人，成化十四年（1478年）進封保安王妃[4]。弘治八年（1495年）因夫亡絕後，獲賜餋贍米，每月十石[7]。

### 子
- 庶長子：朱秉㰘，夭折[8]